# 太平川乡
太平川乡，是中华人民共和国黑龙江省佳木斯市汤原县下辖的一个乡镇级行政单位。

## 行政区划
太平川乡下辖以下地区：
太华村、太安村、开发村、庆兴村、北兴村、兴隆村、旭日村、金川村、义兴村、荣春村、江兴村、卫星村、新兴村、竹青村、汤原县亮子河林场生活区、汤原县黑金河林场生活区、汤原团结林场生活区、汤原腰营林场生活区、汤原东风林场生活区和果树示范场生活区。